# Ahn Trio
Le Ahn Trio sono un gruppo musicale sudcoreano, composto dalle sorelle Lucia (pianoforte), Angella (violino) e Maria Ahn (violoncello). Il trio è noto per le sue interpretazioni di brani classici, contemporanei e popolari, e per collaborazioni con artisti come i Tata Bojs. Il gruppo ha sede a New York.

## Storia del gruppo
Nel 1981 la famiglia Ahn si trasferì da Seul a New York, dove le giovani sorelle studiarono presso la prestigiosa Juilliard School. Nel 1987 la rivista Time inserì una loro foto nella sua rubrica Asian-American Whiz Kids. Da allora il trio apparve in numerose riviste e nel 1989 iniziò la propria carriera musicale, promuovendo il suo nome nell'ambito della musica classica. Nel 1995 firmarono un contratto con Chesky Records, grazie al quale pubblicarono il loro primo album Paris Rio, il 12 aprile dello stesso anno. Nel 1997 cambiarono etichetta, firmando con la EMI e pubblicando il loro secondo album Dvořák, Suk, Shostakovich: Piano Trios il 12 gennaio 1999; l'album ottenne un grande successo, vincendo il premio Echo. Nel 1997 parteciparono agli MTV Unplugged con Bryan Adams, eseguendo alcuni dei suoi pezzi più famosi; tale evento ispirò il gruppo per il titolo del loro terzo album, Ahn-Plugged, pubblicato il 15 agosto 2000; successivamente il gruppo utilizzò il termine "Ahn-Plugged" per indicare i propri progetti e le proprie collaborazioni.
Il 22 ottobre 2002 venne pubblicato il quarto album in studio del trio, Groovebox. Nel 2003 la rivista People inserì le tre sorelle tra le 50 celebrità più belle.
Dopo sei anni di silenzio discografico, e dopo un altro cambio di etichetta (il trio passò da EMI a Sony Music), il 1º aprile 2008 venne pubblicato il quinto album del trio, Lullaby for My Favorite Insomniac; l'album venne prodotto dalla LAMP, compagnia fondata dal trio stesso; una canzone tratta dall'album, The Heart Asks Pleasure First venne utilizzata nell'ultima puntata del programma televisivo So You Think You Can Dance (trasmessa il 10 agosto 2011). Sempre nel 2008 il trio avviò un progetto acustico con l'alternative rock band ceca Tata Bojs, che portò alla creazione dell'album smetana, pubblicato l'8 novembre. Alla fine dell'anno, il tro si esibì in un grande concerto con la Parsons Dance Company.
Il 13 febbraio 2010 suonarono accompagnati da un'orchestra diretta da Mark O'Connor; il concerto venne poi pubblicato nel triplo album March of the Gypsy Fiddler.
A dicembre le Ahn Trio apparvero alla TED Conference, eseguendo due brani: Skylife di David Balakrishnan e Oblivion di Astor Piazzolla.
Il 13 ottobre 2011 il trio si esibì alla Casa Bianca, durante la State Dinner, per onorare l'allora Presidente della Corea del Sud Lee Myung-bak, ospite di Barack Obama.

## Stile
Lo stile delle Ahn Trio spazia dalla musica classica/contemporanea a quella popolare: la prima caratterizza soprattutto i primi due album del gruppo (composti esclusivamente da brani classici-contemporanei), mentre la seconda viene introdotta a partire dal terzo album; negli anni il trio ha interpretato numerosi brani di fama internazionale di artisti come Michael Nyman, David Bowie e The Doors.
Dal 2008 il gruppo diviene più versatile, toccando generi come il crossover nell'album Lullaby for My Favorite Insomniac (grazie alla collaborazione delle cantanti Susie Suh e Ema Brabcová e dei DJ Tao of Sound, Spooky, Superdrive e Ra.D.) e l'alternative rock nell'album smetana (composto ed eseguito insieme ai Tata Bojs, già militanti nel genere).
Dal punto di vista dell'impatto visivo, il trio è noto per l'aspetto attraente delle tre sorelle e per le loro scelte in fatto di moda; ciò garantì loro, nel corso degli anni, numerose apparizioni in pubblicazioni come Vogue, People e GQ, immortalate dai fotografi Arthur Elgort, Ellen von Unwerth e Walter Chin con vestiti disegnati dalla stilista Anne Klein (per la cui ditta hanno fatto da modelle).

## Formazione
- Lucia Ahn – pianoforte (1989 - presente)
- Angella Ahn – violino (1989 - presente)
- Maria Ahn – violoncello (1989 - presente)

## Discografia

### Album studio
- Paris Rio (1995)
- Dvořák, Suk, Shostakovich: Piano Trios (1999)
- Ahn-Plugged (2000)
- Groovebox (2002)
- Lullaby for My Favorite Insomniac (2008)
- smetana (con i Tata Bojs) (2008)

### Live
- March of the Gypsy Fiddler (2010)

## Curiosità
- Lucia e Maria Ahn sono gemelle.